# Hubertus Voß

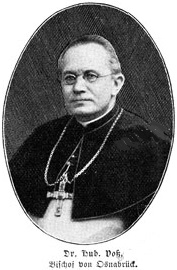
Hubertus Voß (1841–1914)

Hubertus Voß, auch Hubert oder Heinrich Hubert Voß (* 25. Oktober 1841 in Borken; † 3. März 1914 in Osnabrück), war ein deutscher katholischer Geistlicher. Er war von 1899 bis 1914 Bischof von Osnabrück.

## Leben und Wirken
Seine theologischen Studien führten Hubertus Voß nach Münster und Bonn. Am 1. Februar 1866 wurde er zum Priester geweiht. In Münster arbeitete er zunächst als Domvikar und Domprediger. Von 1885 bis 1891 war Voß Pfarrer an St. Dionysius in Rheine. Im Jahre 1892 wurde er Regens des Münsterschen Seminars und Domkapitular.

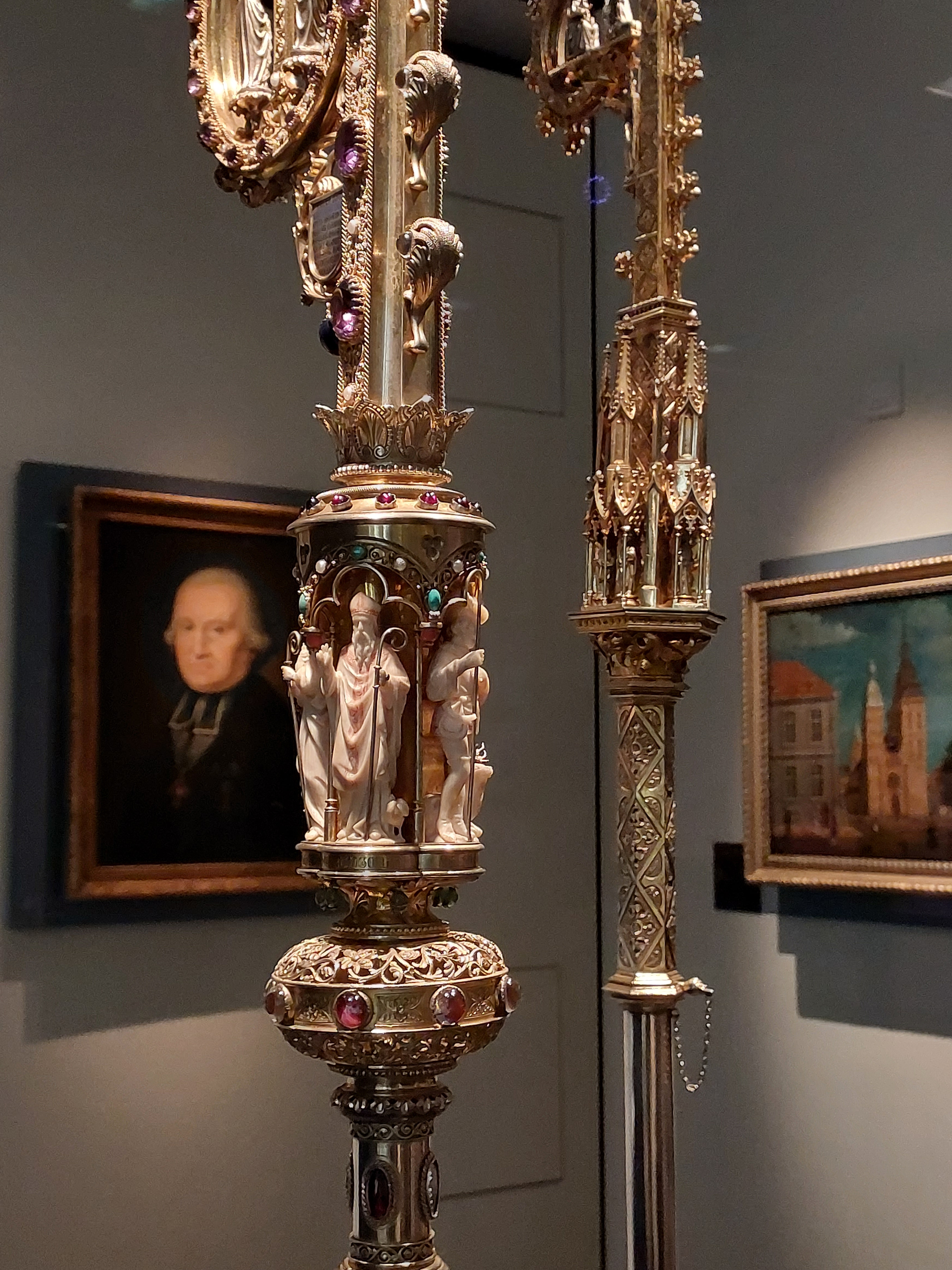
Bischofsstab Hubertus Voß

Am 12. April 1899 wurde er zum Bischof von Osnabrück ernannt. Die Bischofsweihe wurde ihm am 19. Juni 1899 gespendet. Durch eine Abordnung seiner zahlreichen Alumnen wurde ihm ein kunstvoll gestalteter Bischofsstab überreicht. Der vom Gold- und Silberschmied Joh. Aloys Bruun aus Münster gefertigte Stab ist im romanischen Stil gehalten. Besonders erwähnenswert sind die Heiligenfiguren des Mittelteils ("Capellenbau"), dessen Modelle vom Bildhauer August Schmiemann aus Münster eigens dafür modelliert wurden. Diese sind aus Elfenbein geschnitzt und stehen in den Nischen eines mit Edelsteinen besetzten Baldachins. Es sind der Heilige Hubertus (Namenspatron des Bischofs), der Heilige Wiho (Erster Bischof der Stadt Osnabrück), der Heilige Petrus (Namenspatron der Diözese), sowie der Heilige Ludgerus (Namenspatron der ehem. Diözese des Bischofs). Der Bischofsstab ist als Teil des Domschatzes im Diözesanmuseum Osnabrück ausgestellt.
Das Amt behielt Voß bis zu seinem Tode. Seine Wahl war zwischen preußischem Staat und der katholischen Kirche im Kaiserreich nicht unumstritten.
Die Zeitungsmeldungen zu seinem Tode bestätigen das und zeigen, dass Voß zumindest bei wichtigen Teilen der wilhelminischen Presse bis zu seinem Lebensende keine Freunde hatte. Das führte zu so diskriminierenden Pressemitteilungen wie im Berliner Tageblatt in seiner Abendausgabe vom 3. März 1914: „Der Bischof von Osnabrück, Dr. Hubertus Voß, ist heute morgen 6 Uhr 35 Minuten im 73. Lebensjahre gestorben. Gleich dem Breslauer Erzbischof war auch Bischof Voß von geringer Herkunft.“
Die Vossische Zeitung teilte in ihrer Abendausgabe vom selben Tage mit: „Heute morgen um 6 Uhr 35 Minuten ist der Bischof von Osnabrück an den Folgen der Blutvergiftung, die er sich, wie wir gemeldet haben, kürzlich zugezogen hatte, gestorben. Dr. Hubertus Voß war seit 1899 Bischof von Osnabrück. Er ist während der Zeit seines Episkopats in der Öffentlichkeit nicht in besonderer Weise hervorgetreten, hat sich auch in den Kämpfen der letzten Zeit zumeist passiv verhalten.“
Voß war apostolischer Provikar der Nordischen Missionen Deutschlands.
Er unterstützte eine Vielzahl von Gemeindeneugründungen, Kirchenneubauten sowie Gründungen von Schulen und Jugendheimen.